# Wawrzyniec Pisz
Wawrzyniec Pisz (ur. 1801 w Dukli, zm. 19 września 1875) – polski wydawca, drukarz, księgarz i pisarz działający w Bochni.

## Życiorys
Urodził się w Dukli. Był synem Jana i Marianny z Bakucińskich. W świetle przekazów rodzinnych miał pochodzić z osiadłej w Jasielskiem rodziny węgierskiej, nobilitowanej za zasługi oddane Rzeczypospolitej w wojnach z Turkami. Przedstawiciele tej rodziny prowadzili w XIX wieku drukarnie w Nowym Sączu i Tarnowie.
Wawrzyniec Pisz zdobył kwalifikacje zawodowe w Cieszynie. W 1835 roku nabył w Bochni drukarnię po zmarłym Antonim Sonku. Wkrótce potem założył przy niej księgarnię, w której obok „najnowszych płodów literatury polskiej i niemieckiej” sprzedawano wydawnictwa własne firmy oraz materiały piśmienne. Niewielką drukarnię Sonka w krótkim czasie przekształcił w „dobrze zorganizowane przedsiębiorstwo drukarsko-księgarskie”. Drukarnię wyposażył w nowe maszyny i kaszty zecerskie z nowymi krojami pisma oraz elementami zdobniczymi. Drukarnia-księgarnia Wawrzyńca Pisza mieściła się przy ul. Kazimierza Wielkiego w Bochni. W ocenie historyka Jana Flasza, dyrektora Muzeum im. Stanisława Fischera w Bochni, należała do „znaczniejszych i najwyżej cenionych w Galicji”.
Profil wydawniczy Pisza należał do „szerokiego nurtu popularnej literatury XIX stulecia. Dostosowany był zatem do gustów i oczekiwań mało, lub zupełnie nie wyrobionego odbiorcy”, a poprzez swoją prostą formę i umiarkowaną cenę „wypełniał ważną misję społeczną”. Piszowi udało się nakłonić do współpracy wielu poczytnych wówczas autorów, w tym Józefa Lompę. Drukował książki polskie, niemieckie, francuskie, przekłady wydawnictw niemieckich na język polski, nuty muzyczne, wydawnictwa religijne. Drukował pisma działaczki oświatowej kobiet Julii Goczałkowskiej, utwory sceniczne Aleksandra Ładnowskiego i poezje Wincentego Pola. W sierpniu 1865 roku drukował afisze dla Teatru Polskiego w Krynicy.
Jego drukarnia w 1845 roku drukowała piętnaście utworów rocznie, zaś w 1858 roku było to już trzydzieści utworów, co było „liczbą bardzo wysoką jak na region Galicji”. Wydawnictwa z jego drukarni były dystrybuowane m.in. w księgarniach Kajetana Jabłońskiego i Volkmara Stockmana we Lwowie, oraz w księgarniach Friedleina  i Józefa Cypera w Krakowie oraz E. Rhode w Lipsku. Pisz prowadził subskrypcję, sprzedaż ratalną i wysyłkową. Drukował także spisy swoich nakładów, które kolportował także poza zaborem austriackim: w Królestwie Polskim, w zaborze pruskim, m.in. w Poznaniu, a także w Dreźnie i Berlinie. Pisz utrzymywał kontakty z przebywającym w Dreźnie Józefem Ignacym Kraszewskim (zachowała się korespondencja).
Wawrzyniec Pisz był autorem kilku „powiastek dla ludu”, a także poradników gospodarczych z zakresu sadownictwa, warzywnictwa i pielęgnacji krzewów ozdobnych.
Zmarł 19 września 1875. Został pochowany na cmentarzu miejskim w Bochni, w grobowcu rodzinnym.

## Życie prywatne
Wawrzyniec Pisz był żonaty z Marianną z domu Krawczyńską (1821–1905). Mieli siedmioro dzieci: 
- Władysława Gustawa (ur. 3 września 1849, zm. 6 lipca 1898);
- Jana Franciszka (ur. 12 maja 1851, zm. 24 marca 1855);
- Feliksa Antoniego (ur. 13 maja 1851, zm. 10 sierpnia 1867);
- Adelajdę Mariannę Annę (ur. 12 grudnia 1852), żonę Henryka Kretschmera;
- Antoniego Jana (ur. 13 czerwca 1854, zm. 1913);
- Florianę Bolesławę Florentynę (ur. 4 maja 1856), żonę Romualda Barona;
- Matyldę Mariannę (ur. 10 lutego 1861, zm. 15 grudnia 1891).

Synowie Władysław i Antoni kontynuowali działalność drukarską ojca.
Córka Matylda 19 listopada 1887 zawarła związek małżeński z profesorem gimnazjalnym Romanem Vetulanim. W 1889 urodził się ich syn, Kazimierz Vetulani. Matylda Pisz zmarła w Sanoku po czterech latach małżeństwa, 15 grudnia 1891, w wieku trzydziestu lat. Została pochowana w grobowcu rodzinnym w Bochni.

## Twórczość literacka
- Czarnoksiężnik Hokus-Pokus, czyli nauka tajemnic najzabawniejszych sztuczek czarodziejskich, oraz innych pięknych wiadomości ala Bosko, Schwanenfeld, Twardowski, Faust, Theophrastus Paracelsus, Döbler, Filadelfia itd. (1864)

## Wydawnictwa
- Abecadło panieńskie o wyborze uczciwego kawalera
- Wianuszek od Tadzia dla braciszków, czyli Zbiór powiastek dla dzieci, tak dla chłopczyków jako i dziewczątek małych (1847)
- Alfred de Musset, Jak się ma Gwardya Narodowa musztrować? czyli: krótka nauka dla tych, którzy sobie lub też innym tę wiadomość udzielać będą (1848)
- Kalendarz Domowy i Gospodarski, Polski, Ruski i Żydowski na Rok Zwyczajny ... : zawierający w sobie ... dni, na południk krakowski wyrachowany (1850–1856)
- Szymon Zajączkowski, Bajki, przypowiastki i powiastki dla dzieci (1856)
- Krzyżyk drewniany. Powiastka o cudownej opatrzności (1856)[4]
- Jędrzej Reichenberg, Żywot Pana i Zbawiciela naszego Jezusa Chrystusa dla młodzieży płci obojga : z uwagami moralnemi (1860)
- Antoni Sperlich, Kto co lubi, z pism miszanych ulotnych wierszem i prozą na rok 1860 (1860)
- Jan Kanty Turski, Mistrz Twardowski: ciekawa historyjka opowiedziana grzecznym dzieciom (1862)
- Grzésznik przymuszony albo Sposób do pojednania się z Bogiem, przez dziesięciodniową, a na każdy dzień po trzy razy, przez pół kwadransową z nim i z samym sobą rozmowę, zapamiętałym grzésznikom pokazujący się, którą na pobożną wielu prośbę znowu do druku podany (1863)
- Aleksander Ładnowski, Pan Kasper z Łęczycy: monodram w jednym akcie oryginalnie wierszem napisany (1863)
- Adam Gnatkowski, Souvenir de Wieliczka: signal-polka pour le pianoforte (ok. 1865)

## Dziedzictwo i upamiętnienie
Jego nazwiskiem nazwano ulicę w Bochni, na osiedlu Krzęczków-Łychów.
W 1995 roku Muzeum im. Stanisława Fischera i Oddział Bocheński Towarzystwa Przyjaciół Książki zorganizowały wystawę Bocheńskie inspiracje bibliofilskie – Wawrzyniec Pisz, Robert Jahoda, Przecław Smolik. We wrześniu 2015 w Powiatowej i Miejskiej Bibliotece Publicznej w Bochni, w Czytelni dla Dorosłych zorganizowano wystawkę Wawrzyniec Pisz – drukarz bocheński.
Wzornik czcionek drukarni Wawrzyńca Pisza znajduje się w Bibliotece Jagiellońskiej w Krakowie.